# 옐로카드 (밴드)
옐로카드(Yellowcard)는 미국 플로리다주 잭슨빌 출신 록 밴드이다. 바이올린을 사용하는 것이 큰 특징이다. 옐로카드는 미국 플로리다주 잭슨빌 출신의 얼터너티브 록/팝 펑크 밴드이다. 그들의 음악에는 대개 드문 바이올린이 들어가 있다.

## 경력

### 초기
옐로카드는 1997년 <Midget Tossing>을 발매함으로써 이름을 알린다. 당시 바이올리니스트 숀 맥킨은 약간의 노래 녹음에 참여하고 정식 멤버로서 참여한 것은 아니었다. 동일한 라인 업으로 2집 <Where We Stand>를 발매했으며 이 때에는 숀 맥킨은 좀 더 많은 곡의 녹음에 참여하게 되었다. 얼마 가지 않아 벤 도브슨이 밴드 생활에 흥미를 잃고 탈퇴하고 그의 자리는 잭슨빌에서 활동하던 크레이스 브라더즈 밴드 출신인 라이언 키 (보컬 & 리듬 기타)가 맡게 되었고 밴드 음악 스타일도 좀 더 격렬했던 하드코어 펑크에서 팝 펑크로 바뀌어 많은 팬들을 확보하는=데에 기초가 되었고 새로운 밴드로 시작함을 알렸다.
2000년 초반, <Still Standing EP>를 녹음했다. 곧 <Still Standing EP> 의 발매 직후 토드 클래리가 탈퇴 해 라이언은 클래리, 도브슨의 빈 자리를 채워야했고 결국 혼자서 각각 맡기로 결심하고 이어 친구인 롭스터 레코드의 스티브 루바스키에게 새 EP 앨범을 보냈고 결국 2000년 6월, 첫 번째 앨범 녹음을 하기로 계약함과 동시에 11월, 서부로 건너가 첫 앨범 녹음에 돌입한다.
2001년, 옐로카드의 3번째 앨범 <One for the Kids> (롭스터 레코드)를 발매하고 이어 2002년 EP 앨범 <The Underdog EP> (퓨얼드 바이 라멘)를 발매하며 팬들에게 인정받기 시작했다. 그러나 <The Underdog EP> 앨범 발매 직후 워렌 쿠크가 개인적인 이유로 탈퇴를 하고 빠진 베이시스트 자리에 멤버들의 오랜 친구인 인스펙션 12에서 활동하던 피터 모즐리를 영입했다.

### 첫 번째 메이저 앨범 <Ocean Avenue>

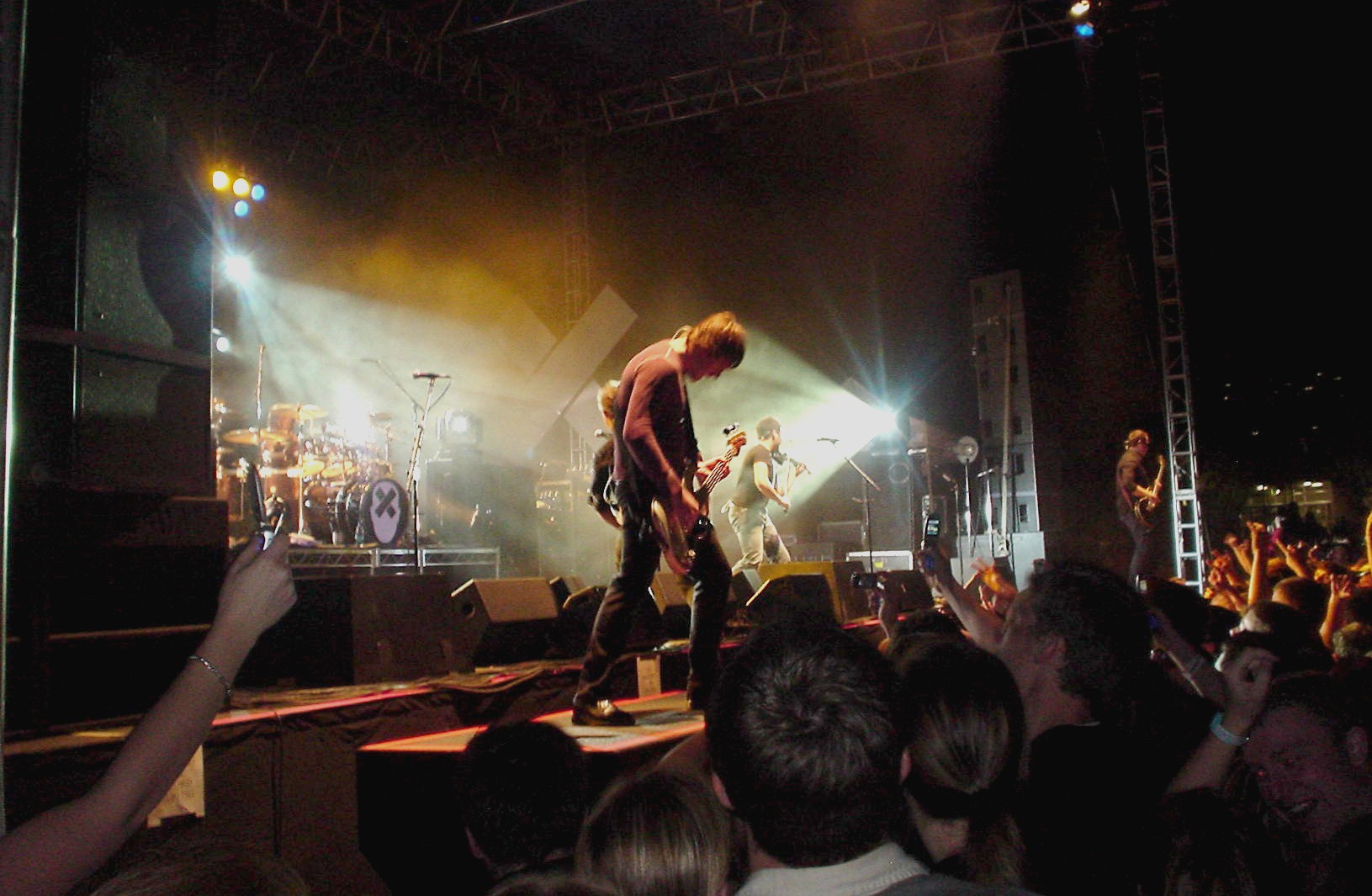
조명 아래의 피트 모즐리(2006년 4월)

옐로카드는 <The Underdog EP> 활동 직후, 곧바로 캐피톨 레코드와 계약을 맺는다. 이 때부터 팝 펑크라는 장르로 대중적으로 크게 알려지기 시작했다. 2002년에 메이저 데뷔 후 첫 앨범 녹음에 시작하는데 <Ocean Avenue> 녹음 도중 피터 모즐리가 개인적인 이유로 나가고 새로운 베이시스트로 알렉스 루이스가 영입되었고 그의 누나가 <View From Heaven> 의 게스트 보컬로 참여했다. 2003년 <Ocean Avenue>를 캐피톨 레코드 소속으로 발매했다. 팬들에게서 성실한 가사와 독특한 음악 스타일로 사랑을 받았다.
앨범 첫 번째 싱글로 <Way Away> 활동을 시작하고 MTV2를 비롯한 라디오에서 좋은 라이브를 선보이며 빌보드 모던 록 차트 25위에 오르며 밴드가 주류에서 인정받는 데에 큰 공헌을 했다. 활동 중반 첫 앨범 투어를 시작했으며 밴드 투어 도중, 고등학교 때부터 절친한 친구였고 오션 애버뉴 앨범 작사에 큰 공헌을 했던 피터 모즐리가 다시 가입하고 싶다는 의사를 밝혔다. 결국 루이스는 떠났고 모즐리는 다시 베이시스트로 들어오게 되었다.
2003년 말, 옐로카드는 이어 <Ocean Avenue> 싱글을 발매했고 MTV의 토탈 라이브 리퀘스트에서 수상, 빌보드 모던 록 차트 등 여러 차트에서 1위에 빠르게 올랐으며 빌보드 차트에는 37위에 올랐다. 또한 2004년 워프드 투어, 2004 MTV 뮤직비디오 어워드에서 헤드라이너로 선정되었으며 MTV 뮤직비디오 어워드에서 좋은 라이브를 선보였다. 앨범의 두 번째 트랙인 "Breathing"은 EA사의 게임 번아웃3 : 테이크 다운과 플랫아웃 2 게임 삽입곡으로 들어갔으며 곧바로 <Ocean Avenue>는 성공을 거두었다. 옐로카드는 3번째 싱글로 <Only One>을 발매했다. 곧바로 여러 곳에서 성공을 거두었고 미국 내에서 <Ocean Avenue>가 200만 장 이상의 판매고를 거둔다.
앨범 <Ocean Avenue>의 인기가 식어갈 즈음, 흥행 성공작 스파이더 맨 2 OST에 <Gifts And Curses> 로 참여했고 컴필레이션 앨범인 록 어게인스트 부시 Vol.2 에 참여했다. 2005년 MTV 무비 어워드에서는 커버 곡 <Don't You Forget About Me> 을 선보였다.

### 두 번째 메이저 앨범 <Lights And Sounds>
옐로카드는 2년 동안 살인적인 투어링 일정을 모두 뛰고 나서 2005년을 앞두고 라이언 키와 피터 모즐리가 뉴욕으로 가서 2번째 메이저 앨범 작업에 착수했다. 나머지 멤버들은 로스엔젤레스에서 휴식을 가지고 2005년 봄에 다시 모여 3월, 앨범 작업에 돌입했고 9월, 앨범 작업을 모두 마무리하고 광고에 나섰다. 옐로카드는 원래 2005년 8월, 앨범을 발매할 예정이었으나 앨범 생산 기간을 늦추자는 소속사로 인해 몇 달간 미루어졌다.
몇 달 후, 많은 문제들이 밴드원 사이에서 일어났다. 기타리스트 벤 하퍼가 탈퇴하고 라이언 멘데즈가 영입되었다. 벤 하퍼는 이후 앰버 파시픽이란 밴드에 들어갔으나 곧 방출되었고 현재 캘리포니아에 있는 테이크오버 레코드와 헤이! 마이크 밴드를 운영중이다.
2006년 1월 24일, 드디어 메이저 2집 <Lights and Sounds>가 발매되었다.
부정적인 생각을 담은 앨범 컨셉으로서 20개의 녹음 곡 중 14개만이 앨범에 수록되었고 "Three Flights Down"은 B-Side로 수입반과 아이튠즈 스토어에서 판매되었다. 타이틀 트랙 "Lights And Sounds"는 앨범 발매 후 첫 싱글로 빌보드 모던 록 차트 4위에 오르며 게임인 번아웃 리벤지에 수록곡으로 수록되었다. 첫 주에 앨범은 9만장의 판매고를 올렸으나 전 앨범과 같이 성공할 것 같은 언론의 예상이었으나 결국 골드 밖에 받지 못했다. 낮은 앨범 판매고를 기록한 앨범에 대해 라이언은 "야심차게 전 앨범 <Ocean Avenue>와 다른 음악 스타일을 시도한 것" 이라고 말했다. 2006년 5월 6일, 두 번째 싱글 "Rough Landing, Holly"를 발매했지만 인정받지 못하고 발매 첫 주 만에 차트 순위에서 떨어졌다.
2006년 5월, 라이언 키는 성대에 물종기가 생겨 수술을 받았다. 성대에 이상이 온 것은 2005년 12월부터였지만 뒤늦게 수술을 받아 몇 주간 말을 할 수 없는 상태, 몇 달간 노래를 부를 수 없어 밴드는 결국 모든 쇼와 2006 버진 메가 섬머 투어 등의 모든 투어를 취소했다.

### 세 번째 메이저 앨범 <Paper Walls>
2006년 10월, 밴드는 공식 홈페이지에 새 스튜디오 앨범 작업을 시작했다고 알렸다. 기타리스트 라이언 멘데즈가 2006년 10월 21일 옐로카드 공식홈페이지 게시판에 3곡이 완성되었음을 알렸다. 2006년 10월, 생산을 앞두고 앨범 작업의 마무리는 2007년 1월 쯤이 될 거라고 알렸다.
2007년 1월부터 2007년 3월 사이 "옐로카드 세션스"라는 제목을 붙인 밴드의 메이킹 필름/평소 모습을 실은 동영상을 밴드의 마이스페이스에 총 10개의 게시물을 매주 화요일마다 올렸다. 이 영상들은 <Paper Walls> CD/DVD 구성에 수록되었다. 옐로카드는 2007년 1월, 이어서 밴드의 마이스페이스에 약간의 데모곡을 올렸다. 또한 2007년 3월, 라이언 키는 뉴 헤이븐의 한 대학에서 공연 도중 앨범 제목은 'Paper Walls'가 될 것이라고 말했으며 캘리포니아주 헐리우드 안에 있는 트루바도르에서의 공연 중 신곡 'Fighting', 'The Takedown'을 선보였으며 이어 어쿠스틱 버전으로 'Shadows and Regrets', 'Lights Up the Sky'를 선보였다. 또한 한 사이트와의 인터뷰에서 앨범 발매일은 7월 17일이 될 것이라고 알렸다.
<Paper Walls>는 7월 17일, 미국에서 발매되었으며 (아이튠즈에선 16일에 공개) 추가로 <Lights And Sounds>처럼 CD/DVD 형식으로 발매되었다. DVD 구성은 밴드의 메이킹 필름, 미공개 장면과 사진 또한 2개의 라이브 보너스트랙을 수록했다. 옐로카드는 7월 9일, 팬들에게 새 앨범 발매를 앞두고 맛보기로 마이스페이스에 공개했으며, 5월 15일에는 첫 싱글로 "Lights Up the Sky"가 발매될 것을 발표했고 이어 6월 5일, 아이튠즈와 라디오에 공개되었다. 공개 후, <Paper Walls>는 곧바로 아이튠즈 얼터너티브 부문에서 두 번째로 인기있는 앨범으로 뽑혔다. 2007년 6월, AOL 세션 언더 커버에서 옐로카드가 투표되어 발매 후인 7월 20일, 새 앨범 <Paper Walls>의 두 곡을 선보였다. 발매 후 앨범은 미국 빌보드 200에서 13위에 올랐으며 첫 주에 4만장 판매를 기록했다.
옐로카드는 이어 앨범 발매 후 쉬지 않고 <Paper Walls> 앨범 투어를 선보였다. 2007년 미국에서의 가을 투어 때는 블루 옥토버, 2007년 11월/12월 린킨 파크 투어의 오프닝 밴드로 참가했다. <Paper Walls> 투어 도중, 베이시스트 피터 모즐리가 마이스페이스 블로그를 통해서 자신의 다른 추구와 이전에 있던 밴드에 들어가기 위해서 옐로카드를 떠나겠다고 알렸다. 당시 많은 투어 일정을 앞둔 터라 세션 베이시스트로 조슈아 포트만을 영입했다.
또 1월에 예정되어 있던 유럽투어 일정 중 일부를 취소해야만 했고 롱기뉴의 할머니가 급격하게 건강이 나빠져 두 달간 투어에서 빠졌다. 1월 7일, 옐로카드는 중동 투어를 위해 쿠웨이트에 갔다. 원래 이라크에 진입하려 했으나 당시 이라크 내에 후세인 사형 등 사건이 일어난 터라 이라크 행 비행기가 모두 취소가 되어 들어가지 못했다. 또한 옐로카드는 봄에 올 타임 로 밴드와 함께 헤드라이너로 투어 일정을 잡았지만 올 타임 로가 얼터너티브 프레스 지가 주최하는 봄 투어에 참여함에 따라 무산되어 MxPx와 약속을 잡았으나 역시 몇 주간 미뤄졌다가 결국 취소되어 현재 스프릴 캔버스, 세컨드핸드 세레나데와 함께 투어중이다. 이어 옐로카드는 2008년 1월 22일 아이튠즈용 라이브 앨범을 발매할 것이라고 발표했다. 앨범 제목은 <Live From Las Vegas at the Palms>이며 수록된 곡은 2007년 10월 라스베가스에서 블루 옥토버와의 투어에서 부른 곡을 수록했다.

### 무기 중단 (2008–2010)
옐로카드는 2008년 4월 인터뷰에서 "무기 중단"을 할 것이라고 발표했다. 2008년에 예정된 유럽 투어는 취소됐지만, 무기 중단하기 전 그 해 봄에는 어쿠스틱 투어 공연을 몇번 했었다.
무기 중단을 하는 이유는 각 멤버들의 상황때문이였다. 롱기뉴는 플로리다 잭슨빌의 사이드 프로젝트 밴드의 일과 가족들과 시간을 보내기 위해서였고, 숀 맥킨은 2008년에 결혼했으며, 그도 가족들과 시간을 보내고 싶어했다. 라이언 키는 멤버들이 각자 자기의 생활을 위해서 시간이 필요하다고 말했다. 옐로카드는 무기 중단이 언제 끝날지 몰랐었지만, 밴드 자체가 해체하는 것은 아니고 단지 휴식을 취하는거라고 주장했다. 그리고 2008년 5월, 옐로카드는 캐피톨 레코드를 떠났다.
무기 중단 동안 라이언 키와 "Reeve Oliver(리브 올리버)"의 숀 오도널은 작은 사이드 프로젝트 밴드 "Big If(빅 이프)"를 하고 있었다. 빅 이프의 데모 노래들은 인터넷에 업로드 되었었다. 그 들은 2009년 말쯤에 빅 이프의 앨범을 내려고 했지만 취소되었다.
2009년 6월 16일, 케피톨 레코드에서 옐로카드의 EP "Deep Cuts(딥 컷츠)"를 발매했다. 이 EP는 전 앨범의 트랙 4개로 구성되어있다.
롱기뉴 파슨스는 "Adam Lambert(아담 렘버트)" 밴드의 2009년 10월부터 2010년 9월 18일까지 드럼을 맡았었다.

### 무기 중단의 끝과 네 번째 메이저 앨범 <When You're Through Thinking, Say Yes> (2010년 - 2012년 )
2010년 후반 어느 날 유튜브 사이트에 롱기뉴를 인터뷰하는 비디오가 업로드 되었다. 롱기뉴는 이미 옐로카드의 새 앨범 작업을 하고 있었다고 주장했고, 옐로카드도 페이스북에 새 앨범을 만들고 있다고 말했다. 그 들은 9월 초에 스튜디오에서 레코딩 작업을 할 것이라고 전했었다.
2010년 8월 1일, 옐로카드가 무기 중단을 2년 안에 끝내고 새 앨범의 작업과 2011년 초에 "Hopless Records(호프레스 레코드)"를 통해 신보의 발매가 확인되었다. 그리고 리브 올리버의 숀 오도널이 새 베이시스트가 되었다. 8월 2일, 라이언 키는 "멤버들과 다양하고 수 많은 아이디어를 상의하고 있고 조만간 새 앨범 작업을 시작할 것이다. 대체적으로, 우리는 팬들이 좋아할만한 노래를 만들고 싶다. 그보다도 우리가 더 하고 싶은건, 무대 앞에 나가 열광하는 관중들의 사랑을 마음속에 담아두며 노래를 작곡하고 싶다. 우리는 전 세계에 있는 옐로카드의 팬들이 보고 싶다. 만약 그 들이 없었더라면 우리의 꿈은 이렇게 진보되지 않았을 것이다."라고 호프리스 레코드 사이트에 주장했다.
옐로카드는 LA에 있는 스튜디오에서 2010년 9월 20일날 녹음 작업에 들어갔었다.
옐로카드는 올해 11월달 첫 포노마 글래스공연에서 이번 네 번째 메이저 앨범의 신곡 "For You, and Your Denial"을 연주했고 앨범 타이틀은 "When You're Through Thinking, Say Yes"라고 페이스 북을 통해 발표했다.
옐로카드의 첫 싱글 "For You, and Your Denial"은 1월 18일날, 두 번째 싱글 "Hang You Up"은 2월 22일날 아이튠즈에서 발매가 되었다. For You, and Your Denial은 뮤직비디오로 만들어졌다.
네 번째 메이저 앨범은 북미에서 2011년 3월 22일날 발매되었다. 총 10곡으로 구성되어있으며, 보너스 트랙 앨범은 총 12곡으로 구성되어있다. 보너스 트랙의 10곡은 스튜디오 앨범곡들의 어쿠스틱 버전이며, 다른 2곡은 스튜디오 버전인 보통 보너스 트랙들이다. 발매일 동시에 네 번째 메이저 앨범은 극찬을 받았다.

### 다섯 번째 메이저 앨범 <Southern Air> (2012년)
옐로카드는 2011년 11월 투어때 2012년 초에 신보 작업에 들어갈 것이라고 발표했다. 현재 옐로카드는 프리프로덕션 진행이 한창이고, 프로듀서 닐 에이브론과 2012년 3월 1일날 로스 엔젤리스의 스튜디오 녹음 작업에 들어가기로 했다. 라이언 키는 "When You're Through Thinking, Say Yes"의 극찬과 긍정적인 영향으로 인해 신 앨범을 작곡하기로 결정을 할 수 있었다고 말했다.
2012년 2월 3일, 옐로카드의 공식 홈페이지에 베이시스트 숀 오도널이 개인 사정으로 인하여 밴드 탈퇴를 선언했다. 밴드 멤버들과의 나쁜 사정이 아닌 바쁜 투어 생활로 인해 가족과 잘 만나지 못해서였고, 결혼 준비 때문에 탈퇴를 하기로 결정했다고 숀 오도널이 말했다. 그 후 2008년 세션 멤버였던 조쉬 포트만이 새 베이시스트로 대체되었다.
옐로카드는 3월 5일날 스튜디오로 들어가 5주 동안 음반을 녹음 하였으며 신보에 폴 아웃 보이의 패트릭 스텀프(Patrick Stump), 올 타임 로우의 알렉스 가스카스(Alex Gaskarth), 헤이 먼데이의 카사디 포프(Cassadee Pope), 위아 더 인 크라우드의 테이 자르딘(Tay Jardine)이 게스트 보컬로 피쳐링에 참가했다.
신보의 제목은 "Southern Air"로 총 10곡으로 구성되어 있으며 북미 기준으로 8월 14일날 발매 예정이다.
레코딩 작업을 마친 후 옐로카드는 피쳐링으로 참여한 패트릭 스텀프와 5월말에 뮤직비디오를 찍으러 들어갔고 5월 21일날 신보의 첫 싱글 "Always Summer"를 웹 상에서 공짜로 스트리밍하였다.

### 일곱 번째 메이저 앨범 <Yellowcard> (2016년)

#### 해체 선언
2017년 상반기 까지의 투어를 마친 후에 해체하는 것을 레코드 사인 Hopeless Records를 통해 영상으로 남겼다.

## 구성원
- 라이언 키(Ryan Key) - 보컬, 기타(2000년 ~ )
- 숀 맥킨(Sean Mackin) - 바이올린(1997년 ~ )
- 라이언 멘데즈(Ryan Mendez) - 기타(2005년 ~ )
- 조쉬 포트만 (Josh Portman) - 베이스(2012년 ~ )

### 이전 멤버
- 벤 도브슨(Ben Dobson) - 보컬(1997년 ~ 2000년)
- 토드 클래리(Todd Clarry) - 기타(1997년 ~ 2001년)
- 워런 쿡(Warren Cooke) - 베이스(1997년 ~ 2002년)
- 알렉스 루이스(Alex Lewis) - 베이스(2003년 ~ 2004년)
- 벤 하퍼(Ben Harper) - 기타(1997년 ~ 2005년)
- 피터 모즐리(Peter Mosely) - 베이스(2002년 ~ 2003년, 2004년 ~ 2007년)
- 숀 오도널(Sean O'Donnell) - 베이스(2010년 ~ 2012년)
- 롱기뉴 W. 파슨스 3세(Longineu W. Parsons III) - 드럼(1997년 ~ 2014년)

### 세션 멤버
조쉬 포트만 (2007년 - 2008년) - 베이스 (피터 모즐리 대체)

## 음반 목록

### 정규 음반
- 《Midget Tossing》(1997년)
- 《Where We Stand》(1999년)
- 《One for the Kids》(2001년)
- 《Ocean Avenue》(2003년)
- 《Lights and Sounds》(2006년)
- 《Paper Walls》(2007년)
- 《When You're Through Thinking, Say Yes》(2011년)
- 《Southern Air》(2012년)
- 《Lift A Sail》(2014년)
- 《Yellowcard》(2016년)

### EP
- 《Still Standing EP》(2000년)
- 《The Underdog EP》(2002년)
- 《Deep Cuts EP》(2010년)

### 싱글
- 《Lights and Sounds Maxi Single》(2006년)